# Onychogonia fissiforceps
Onychogonia fissiforceps là một loài ruồi trong họ Tachinidae.